# Fusius
Fusius is een geslacht van wantsen uit de familie van de Reduviidae (Roofwantsen). Het geslacht werd voor het eerst wetenschappelijk beschreven door Carl Stål in 1862.

## Soorten
Het genus bevat de volgende soorten:

- Fusius dilutus Miller, 1957
- Fusius hargreavesi Miller, 1957
- Fusius rubricosus (Stål, 1855)
- Fusius ugandensis Miller, 1957